# 南本別站

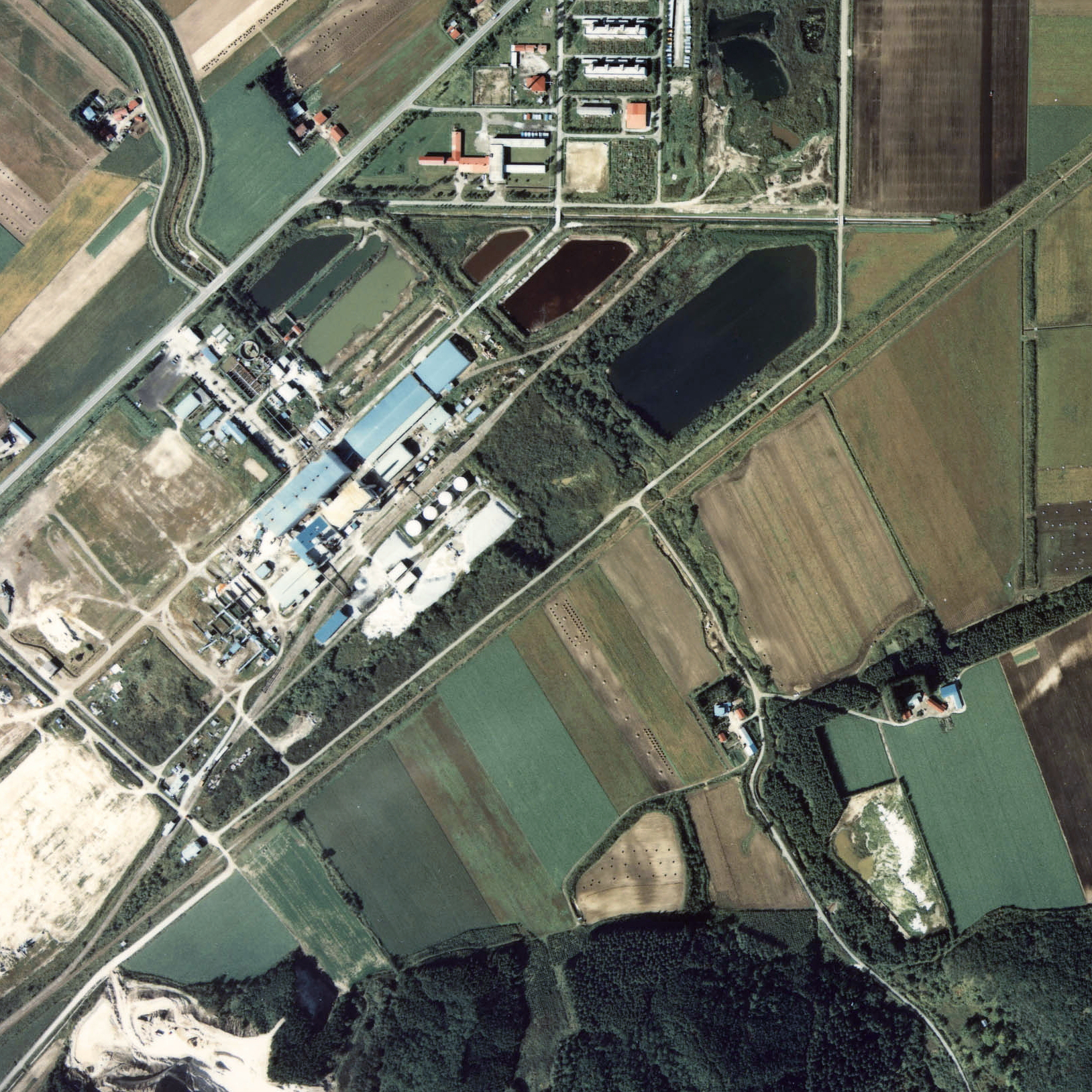
1977年國鐵池北線時代南本別站與製糖工場的周周邊1公里範圍。右上方是北見方向。車站位於中央右上方靠近儲水池，該處設有長的單式月台，當時月台上沒有上蓋。在本線左下靠近勇足一方設有連接製糖工場的專用線。

南本別站（日语：／ Minami-Hombetsu eki */?）是位於北海道中川郡本別町勇足33番2號，北海道池北高原鐵道的故鄉銀河線車站（廢站）。隨著故鄉銀河線廢線，車站在2006年（平成18年）4月21日廢除。

## 歷史
- 1962年（昭和37年）12月1日 - 日本國有鐵道池北線車站啟用，當時為旅客車站和無人車站[2]。
- 1987年（昭和62年）4月1日 - 伴隨國鐵分割民營化，車站由北海道旅客鐵道（JR北海道）營運[3]。
- 1989年（平成元年）6月4日 - 北海道池北高原鐵道繼承池北線[4][5][6][7][8][9][10]。
- 2006年（平成18年）4月21日 - 故鄉銀河線全線廢除[1][11]，此站也廢除。

## 車站構造
截至車站廢除前，此站是地面車站，設有1面1線的單式月台。此站是無人車站。

## 車站周邊
除了北海道糖業本別製糖所外，車站看不到其他建築物，車站附近都是山和河流。
- 國道242號（日语：国道242号）
- 道東自動車道本別交匯處（日语：本別インターチェンジ）
- 十勝巴士（日语：十勝バス）「北糖工場前」巴士站

## 相鄰車站
北海道池北高原鐵道
故鄉銀河線
勇足－南本別－岡女堂

## 注腳
1. 1 2 3  北見現代史編集委員会（編集）. . 北見市: 981頁. 2007-01 （日语）.
2. ↑  《JR釧路支社》 p. 97
3. ↑  太田幸夫.  1. 札幌市: 富士コンテム. 2004-02-29: 139. ISBN 4-89391-549-5 （日语）.
4. ↑   田中和夫（監修）. . 上巻 国鉄・JR線. 北海道新聞社（編集）. 2002-07-15: 236–237頁. ISBN 978-4-89453-220-5. ISBN 4-89453-220-4 （日语）.
5. ↑  田中和夫（監修）. . 下巻 SL・青函連絡船他. 北海道新聞社（編集）. 2002-12-05: 222頁–223頁. ISBN 978-4-89453-237-3. ISBN 4-89453-237-9.
6. ↑  北見現代史編集委員会（編集）. . 北見市: 952頁,954頁. 2007-01 （日语）.
7. ↑  ふるさと銀河線10周年記念事業実行委員会（編集）. : 21–24頁、95頁. 1999-06-04 （日语）.
8. ↑  . 北海道新聞 (北海道新聞社). フォト北海道（道新写真データベース）. 1989-06-03  [2016-11-25]. （原始内容存档于2016年11月25日） （日语）.
9. ↑  《JR釧路支社》 p. 122
10. ↑  《10年》 p. 105
11. ↑  . 北海道新聞 (北海道新聞社). フォト北海道（道新写真データベース）. 2006-04-21  [2016-11-25]. （原始内容存档于2016年11月25日） （日语）.